# Haris Belkebla
Haris Belkebla (La Courneuve, 28 de janeiro de 1994) é um futebolista profissional franco-argelino que atua como meia, atualmente defende o Brest.

## Carreira

### Rio 2016
Haris Belkebla fez parte do elenco da Seleção Argelina de Futebol nas Olimpíadas de 2016.